# تيليوين الجنوبية (اغريس السفلي)
تيليوين الجنوبية هي إحدى مشيخات المملكة المغربية، تتبع جغرافيا لإقليم الرشيدية وإداريًا لاغريس السفلي. يقدر عدد سكانها بـ 1740 نسمة حسب الإحصاء الرسمي للسكان والسكنى لسنة 2004.